# ラシオグナサスアンフィランファス
ラシオグナサスアンフィランファスは、大西洋のマデイラ海淵で発見された、水深1200m〜1305mに生息するタウマティクテュス科の一種である。主に底生生活を行う。上顎は長く突き出ていて、長い2つの誘引突起を持つ。
東中部大西洋のマデイラ海淵で発見され、水深1,200 - 1,305メートル (3,937 - 4,281 ft)で確認されている種で、 この種のメスは全長15.7センチメートル (6.2 in)になる。
エスカにわずかに体色が濃く、骨鉤が3つではなく2つしかないことが特徴である。ラシオグナサス サッコストマのように、エスカは細長い円筒形で、後縁の先端は長く平たい。先端には6本の小さなフィラメントがあり、側方に鋸歯がある。 後部エスカルアペンデージは広く横方向に平たい。 その種名はギリシャ語の「escal hook」に由来し、エスカの形状を指す。

## ラシオグナサス属
現在6種が発見されている。
- ラシオグナサス アンフィランファス Pietsch, 2005
- ラシオグナサス ビービ Regan & Trewavas, 1932
- ラシオグナサス ディネマ Pietsch & T. T. Sutton, 2015 [2]
- ラシオグナサス インタミーディアス Bertelsen & Pietsch, 1996
- ラシオグナサス サッコストマ Regan, 1925
- ラシオグナサス ウォルトン Nolan & Rosenblatt, 1975